# Шамдепра
Шамдепра̀ (на италиански и на френски: Champdepraz, на местен диалект: Tsandeprà, Цандепра) е село и община в Северна Италия, автономен регион Вале д'Аоста. Разположено е на 523 m надморска височина. Населението на общината е 710 души (към 2010 г.).